# Yukie Hino
Yukie Hino (en japonais : 日野ユキヱ ; Hino Yukie), née le 17 avril 1902 dans la préfecture de Kanagawa, décédée le 13 janvier 2017 à Niigata, est une supercentenaire japonaise qui était, selon le Gerontology Research Group, la 41e personne la plus âgée à mourir depuis 2008 au moment de son décès en avril 2017. Au moment de son décès, elle était la septième personne vivante la plus âgée au monde et la troisième Japonaise vivante la plus âgée.

## Biographie
Yukie Hino est née au Japon le 17 avril 1902. Elle vivait à Sado, sur l'île de Sado, dans la préfecture de Niigata.
En septembre 2015, Yukie Hino dormait la plupart du temps dans son lit. Cependant, les jours de beau temps, elle regardait la télévision et pouvait parler.
Après le décès de Jokichi Ikarashi, âgé de 111 ans, le 23 juillet 2013, Hino est devenue la doyenne de la préfecture de Niigata. Du fait du décès de Mitsue Toyoda, âgé de 114 ans, le 25 août 2016, elle est devenue la dernière Japonaise née en 1902 encore en vie.
Yukie Hino est décédée à Sado, dans la préfecture de Niigata, au Japon, le 13 janvier 2017, à l'âge de 114 ans et 271 jours. À sa mort, elle était la septième personne la plus âgée au monde. Après sa mort, Kiku Usami est devenue la personne vivante la plus âgée de la préfecture de Niigata.